# 乌韦·绍尔
乌韦·绍尔（德語：Uwe Sauer，1943年8月30日—），德国男子马术运动员。他曾代表西德参加1984年夏季奥林匹克运动会马术比赛，获得团体盛装舞步赛金牌和个人盛装舞步赛第六名。